# Apophallus donicus
Apophallus donicus (Syn. Rossicotrema donicum) ist ein in Europa und Nordamerika vorkommender Saugwurm, der im Dünndarm fischfressener Vögel und Säugetiere parasitiert. Er kommt vor allem bei Möwen, Kormoranen, Robben und Füchsen vor, gelegentlich werden auch Hunde und Katzen befallen. Experimentell lassen sich eine Vielzahl weiterer Säugetiere, Hühner und der Mensch infizieren.

## Morphologie
Der adulte Apophallus donicus ist 0,5–1,2 × 0,2–0,4 mm groß. Der Körper ist abgeflacht, im vorderen Teil stärker als hinter dem Bauchsaugnapf (Acetabulum). Die Kutikula ist im vorderen Bereich mit schuppenähnlichen feinen Stacheln besetzt. Der Mundsaugnapf ist etwa 60 µm groß der Bauchsaugnapf (Acetabulum) 40 µm. Letzterer liegt meist leicht vor der Körpermitte. Die muskulöse Mundbucht hat einen Durchmesser von 30 µm und liegt rückenseitig und hinter dem Mundsaugnapf. Der Ösophagus ist dünn, etwa 40 µm lang und teilt sich im vorderen Fünftel bis Drittel in die beiden Blinddärme (Caeca). Der Genitalsinus liegt vor dem Acetabulum und wird von zwei Geschlechtspapillen (Gonotyle) flankiert. Hier mündet der gemeinsame Ausführungsgang der weiblichen und männlichen Geschlechtsorgane. Das Samenbläschen ist zweilappig und mit aktiven Spermien gefüllt. Das ovale, 30 × 48 µm große Receptaculum seminis liegt medial des Eierstocks und vor dem rechten Hoden. Sein mediales Ende verengt sich zu einem Gang der zur Mehlis-Drüse führt. Die beiden Hoden sind etwa gleich groß (ca. 80 × 90 µm), liegen im hinteren Körperdrittel und sind schräg zueinander angeordnet. Das Ovar ist rundlich und 52 × 66 µm groß. Der Dotterstock (Vitellarium) füllt den Großteil des Körpers aus und reicht nach vorn bis zur Darmgabel oder etwas darüber hinaus. Die Eier erscheinen frühestens 60 Stunden nach Aufnahme durch den Endwirt. Das Ausscheidungssystem besteht aus einer großen Exkretionsblase, einem System von Ausscheidungkanälchen (Protonephridien), welche in diese Blase münden und Terminalzellen, die im Körper verstreut liegen. Von der Blase ziehen zwei dickere Sammelkanäle bis nahe an den Mundsaugnapf, die über kleine Kanälchen die Ausscheidungsprodukte der Terminalzellen aufnehmen.

## Lebenszyklus
Die bräunlichen Eier sind 32 (21–33) µm lang und 18 (17–20) µm breit und haben einen halbkugeligen Deckel (Operculum) mit einem Durchmesser von 8 µm. Sie werden mit dem Kot ausgeschieden und enthalten dann bereits Miracidien. Das Miracidium ist 13 × 24 µm groß und hat eine tränenförmige Gestalt.
Der erste Zwischenwirt sind vermutlich Wasserschnecken, als zweiter fungieren eine Vielzahl von Fischarten. Die Mutterredie ist 355 (292–396) × 146 (130–161) µm groß. Der Pharynx misst 27 × 25 µm. Das Cecum ist sehr klein, manchmal nicht größer als der Pharynx, mit welchem er durch einen kurzen Ösophagus verbunden ist. Entlang der Oberfläche finden sich Exkretionstubuli. Der Körper der Mutterredie ist wurstförmig und hat ein kolbiges Vorderende. Mit Entwicklung der bis zu 15 Tochterredien wird die Körpergestalt unregelmäßig. Die Tochterredien verlassen die Mutterredie wenn sie eine Länge von 80 bis 100 µm erreicht haben. Sie werden bis zu 485 × 140 µm groß. Wie die Mutterredie haben sei ein kolbenartiges Vorderende, Ösophagus und Caecum sind sehr klein.
Die Zerkarien werden periodisch in das Wasser abgegeben, bis zu 2.380 pro Tag. Sie sind in den vorderen zwei Dritteln mit schuppenartiken Dornen besetzt. Der Mundsaugnapf ist unbewaffnet, im Mittel 43 µm lang, 30 µm breit und 23 µm hoch. Die Ober- und Unterlippe tragen mehrere Reihen kleiner Dornen. Die Mundbucht ist gering entwickelt. Die Penetrationsdrüsen sind in der Körpermitte zu einem großen Komplex zusammengelagert. Im Gegensatz zur anderen Apophallus-Arten haben die Zerkarien keine protoplasmatischen Ausläufer. Die Augenflecken liegen 10 µm vom Seitenrand entfernt und 60 µm hinter dem Vorderende. Die Zerkarien schwimmen durch Schlagbewegungen mit ihrem 332 bis 370 µm langen Schwanz. Sie heften sich innerhalb von 10 Sekunden mit ihrem Mundsaugnapf an einen Fisch an und werfen den Schwanz ab. Innerhalb von 20 Minuten dringen sie durch die Haut in die Unterhaut der Fische ein. Sie lagern sich die Metazerkarien in Zysten der Haut und der Flossen ein und verursachen die Schwarzfleckenkrankheit. Die Zysten haben einen Durchmesser von etwa 100 µm und die sich darum bildende Bindegewebskapsel ist 0,5 µm dick. Bei länger bestehender Infektion wird zunehmend schwarzes Pigment eingelagert. Bei einigen Arten scheint es eine Immunreaktion des Fisches zu geben, und Zerkarien können bei wiederholter Infektion nicht mehr durch die Haut dringen.
Die in den Zysten liegenden Metazerkarien haben die Form einer Schuhsohle und sind 305 (290–361) × 139 (128–162) µm groß. Die vorderen drei Viertel sind mit feinen Dornen besetzt. Der Mundsaugnapf ist 36 × 41, das Acetabulum 27 × 28 µm groß. Die Mundbucht hat einen Durchmesser von 23 µm. Der Ösophagus reicht etwa bis in die Körpermitte und teilt sich dort in die beiden dünnen Blinddärme (Caeca). Die Metazerkarien sind nach etwa vier Wochen in der Haut ansteckend für den Endwirt.